# Pažní sval
Pažní sval (též hluboký sval pažní) (lat. musculus brachialis) je kosterní sval, který slouží jako ohybač loketního kloubu. Leží v rýze na pažní kosti pod dvojhlavým pažním svalem a v loketní krajině tvoří ohraničení loketní jamky.